# 采盖尼达尼亚德
采盖尼达尼亚德，是匈牙利索博尔奇-索特马尔-贝拉格州所辖的一个村。总面积12.20平方公里，总人口699，人口密度57.3人/平方公里（2011年1月1日）。